# Desa Sagaranten (administrativ by i Indonesien, lat -7,20, long 106,88)
Desa Sagaranten är en administrativ by i Indonesien.   Den ligger i provinsen Jawa Barat, i den västra delen av landet, 110 km söder om huvudstaden Jakarta.